# ABCパワフルアフタヌーン
『ABCパワフルアフタヌーン』（エービーシーパワフルアフタヌーン）は、朝日放送ラジオ（ABCラジオ）で平日12時〜15時（JST）に放送しているラジオ番組放送枠である。

## 沿革・概要
『こころ晴天』は1993年4月に放送を開始。同時間帯の前番組『ABCパノラマ大放送』水曜日（パーソナリティ：上沼恵美子、三代澤康司（当時は朝日放送〈現：朝日放送テレビ〉アナウンサー）と金曜日（パーソナリティ：円広志、桂小枝）をベースにして、月曜日〜木曜日を上沼がパーソナリティを務める『上沼恵美子のこころ晴天』として、金曜日は円と小枝がパーソナリティを務める『円・小枝のこころ晴天』として開始した。開始当時は14:00〜15:45まで放送。後に水曜日・木曜日レギュラーの三代澤がテレビの『ワイドABCDE〜す』で司会を務めるために終了時間が30分繰り上げられた。この関係で、同番組の中継スタジオが大丸梅田店内の「エキスタ」からABC（当時は大淀）本社スタジオに移行した。
1995年、水曜日は上沼から三代澤と宮根誠司（当時は朝日放送〈現：朝日放送テレビ〉アナウンサー）のコンビによる『三代澤・宮根のこころ晴天」』1997年には桜井一枝が加わり『三代澤・宮根・桜井のこころ晴天』と変更）になった。後年には金曜日パーソナリティの円が木曜日もパーソナリティを務めるようになり、各曜日毎の独自性を重視した内容となった。
2000年4月、平日昼の同時間帯を「ABCパワフルアフタヌーン」のタイトルとして放送枠をこれまでの14:00〜15:15から、13:30〜15:30に拡大。従来の「こころ晴天」を月曜日、火曜日の放送にして、水曜日は『三代澤・宮根・桜井のスラスラ水曜日』、木曜日は円と桂九雀による『円・九雀のこころ晴天』（九雀降板後は海原しおりが加わり『円・しおりのこころ晴天』『円、しおりのラブ・ミー・テンダー』）（2000年9月末終了）。金曜日は『円、小枝のラブ・ミー・テンダー』（2002年3月末終了）となった。
2006年4月からは、これまで『ダンディ・エクスプレス』内で放送していた『黒木瞳 ホッとGoing』（ニッポン放送 制作のネット番組）がナイター改編の為、15:26 - 15:30に枠移動して、4分縮小となった（各番組終了の後、SB枠無しで接続）。2007年9月28日、『黒木瞳 ホッとGoing』が終了。2007年10月からは各番組終了後に2分間のSB枠が入ってきた。
2010年4月からは12:00 - 14:55に変更。火曜、水曜、金曜の番組を入れ替えた。この時間枠変更により、12:50頃から放送していた『日本列島ほっと通信』（TBSラジオ制作）は14:30前後からの時間となり、当番組内で放送されることになった。2011年4月4日からは14:55から別枠で放送していた『南野陽子 今日はナンノ日っ!』（ニッポン放送 制作）のネット打ち切りにより15:00まで延長。同年10月3日から、14:55 - 15:00のニッポン放送 制作番組ネット受け枠を復活。同枠で『本仮屋ユイカ 笑顔のココロエ』（『南野陽子 今日はナンノ日っ!』の後継番組）を放送するため、「ABCパワフルアフタヌーン」の放送時間を半年振りに12:00 - 14:55へ戻した。
この時間帯の聴取率は『こころ晴天』の単独放送時代から長らく好調であった。2004年10月から「ABCパワフルアフタヌーン」の木曜日で人気を博していた『桑原征平粋も甘いも』を2010年4月の改編から水曜日にも放送。2009年7月3日まで6年9ヶ月に渡って、当番組の前枠で放送されてきた平日帯の生ワイド番組『全力投球!!妹尾和夫です』を「ABCパワフルアフタヌーン」の火曜日に『とことん全力投球!!妹尾和夫です』として復活士。
2012年3月30日、『日本列島ほっと通信』の放送が終了したため、4月2日（月曜日）の『こころ晴天』からネット番組の内包を廃止。以降は全曜日 自社制作のコーナーのみで構成しているが、2015年1月8日から9月24日までは木曜『粋も甘いも』内で「東和薬品Presents ワタシの、センタク。」（ニッポン放送制作）を14:30頃に内包していた。2018年1月から3月までは「ダイハツ presents 伊集院光とらじおとクルマと仕事と」（TBSラジオ制作JRNネット番組）を放送するため、『兵動大樹のほわ〜っとエエ感じ。』の終了時刻を14:54から14:49に繰り上げた。
『本仮屋ユイカ 笑顔のココロエ』が2018年3月29日で終了したことに伴い、4月2日から全曜日で6年半振りに15:00までの放送が復活。火曜枠の番組が『とことん全力投球!!妹尾和夫です』から『森脇健児のケンケン・ゴウゴウ!』に変更。妹尾がパーソナリティを務める生ワイド番組は放送枠を毎週日曜日の10:00 - 12:00へ移動。『全力投球!!妹尾和夫です。サンデー』を開始した。
2021年10月改編で火・木曜枠の番組を入れ替えることに伴い、『森脇健児のケンケン・ゴウゴウ!』が9月21日、『粋も甘いも』の木曜放送分が同月23日で終了。『粋も甘いも』は改編後も水曜枠のみで放送を続ける一方で、火曜枠は『ミルクボーイの火曜日やないか!』、木曜枠は『ますだおかだ増田のラジオハンター!』を開始した。
祝日にABCフレッシュアップベースボールスペシャル・阪神タイガース戦デーゲーム中継が行われる場合は15時以前の試合開始である場合は放送時間が当該試合の開始11分前まで（14時開始であれば13:49まで）放送。ただし雨天中止になって試合中継を行わない場合は通常と同じである。
全国高校野球選手権大会中継（8月中旬を中心に約2-3週間）の行われている期間中は雨天中止、ないしは休養日（大会後半の、原則として3回戦、準々決勝、準決勝の翌日に充当）に当たる場合は当ゾーンの放送曜日に準じた事前収録の予備番組バージョンにするか、番組自体を休止して、別のパーソナリティが担当する「サマースペシャル」の生放送のどちらかの対応を取る（2023年8月15日の「宇野ひろみのイケナイ太陽」（基は金曜日の「兵動大樹のほわ〜っとえぇ感じ。」からのスピンオフ）の様に本来の担当曜日でないパーソナリティが出演した例もある）。
また、2024年は夏の甲子園として初めての熱中症対策による2部制が一部行われるため、8月7日の開会式と初日第1試合後に「桑原征平の粋も甘いも」、8日と9日は第2試合後にそれぞれ「ますだおかだ増田のラジオハンター」「兵動大樹のほわ〜っとエェ感じ。」が時間短縮版ではあるが、通常通り生放送される。
2014年4月現在、『こころ晴天』以外はエー・ビー・シーメディアコム（AMC）が制作に携わっている。
各番組のホームページは他の帯ワイド番組と比べて簡素な作りとなっている。多くのワイド番組で行なわれている朝日放送ラジオトップページ「ただいま放送中!」欄やradiko番組表などへの放送当日の内容掲載は実施していない。

## 各曜日の番組

### 現在（2025年6月以降 - ）
| 曜日   | 番組名                            | 出演者 |
| ------ | --------------------------------- | --- |
| 月曜日 | 上沼恵美子のこころ晴天            | - 上沼恵美子 - シャンプーハットてつじ（隔週交代） - 西森洋一（モンスターエンジン）（隔週交代） - 北村真平（朝日放送テレビアナウンサー） |
| 火曜日 | ミルクボーイの火曜日やないか!     | - ミルクボーイ（駒場孝・内海崇） - 鷲尾千尋 （朝日放送テレビアナウンサー）                                                              |
| 水曜日 | 桑原征平粋も甘いも                | - 桑原征平 - 小寺右子（朝日放送テレビアナウンサー）（2週交代） - 伊藤史隆（朝日放送テレビアナウンサー）（2週交代）                      |
| 木曜日 | ますだおかだ増田のラジオハンター! | - 増田英彦（ますだおかだ） - 武田和歌子（朝日放送テレビアナウンサー）                                                                   |
| 金曜日 | 兵動大樹のほわ〜っとエエ感じ。    | - 兵動大樹（矢野・兵動） - 宇野ひろみ                                                                                                   |

### これまでの変遷
月曜日
- 「上沼恵美子のこころ晴天」
  - 期間：1993年4月〜現在放送中
  - 出演：上沼恵美子、トミーズ健（〜2010年3月）、上田剛彦（朝日放送テレビアナウンサー、〜2011年12月）、北村真平（朝日放送テレビアナウンサー、2012年1月〜）、小籔千豊（隔週交代、2010年4月〜2016年9月）、シャンプーハットてつじ（隔週交代、2010年4月〜）、キングコング梶原（隔週交代、2016年10月〜2020年）、西森洋一（モンスターエンジン）（隔週交代、2020年10月〜）

火曜日
- 「上沼恵美子のこころ晴天」
  - 期間：1993年4月〜2010年3月
  - 出演：上沼恵美子、長嶋賢一朗（当時朝日放送アナウンサー、〜2005年12月）、木田美千代、タージン（2006年1月〜2006年6月）、若井みどり（2006年6月〜2008年12月）、清水貴之（当時朝日放送アナウンサー、2006年10月〜2010年3月）、小籔千豊、シャンプーハットてつじ（隔週交代、2009年4月〜2010年3月）

- 「とことん全力投球!!妹尾和夫です」
  - 期間：2010年4月〜2018年3月27日
  - 出演：妹尾和夫、安井牧子

- 「森脇健児のケンケン・ゴウゴウ!」
  - 期間：2018年4月3日〜2021年9月21日
  - 出演：森脇健児、関根友実

- 「ミルクボーイの火曜日やないか!」
  - 期間：2021年9月28日〜現在放送中
  - 出演：ミルクボーイ（駒場孝・内海崇）、澤田有也佳（朝日放送テレビアナウンサー）

水曜日
- 「三代澤・宮根・桜井のスラスラ水曜日」
  - 期間：2000年4月〜2006年8月
  - 出演者：三代澤康司（当時朝日放送アナウンサー）、宮根誠司（朝日放送アナウンサー→2004年4月よりフリーアナウンサー）、桜井一枝

- 「三代澤・桜井のスラスラ水曜日」
  - 期間：2006年8月〜2006年9月
  - 出演者：三代澤康司（当時朝日放送アナウンサー）、桜井一枝

- 「三代澤・桜井・やすとものスラスラ水曜日」
  - 期間：2006年10月〜2009年7月
  - 出演者：三代澤康司（当時朝日放送アナウンサー）、桜井一枝、海原やすよ ともこ

- 「柴田・桜井・やすとものスラスラ水曜日」
  - 期間：2009年7月〜2010年3月
  - 出演者：柴田博（朝日放送アナウンサー）、桜井一枝、海原やすよ ともこ

- 「桑原征平粋も甘いも」
  - 期間：2010年4月〜現在放送中
  - 出演：桑原征平、小川恵理子（2010年4月〜2021年9月22日）、小寺右子（朝日放送テレビアナウンサー・2021年9月29日〜）、橋詰優子（朝日放送テレビアナウンサー・2021年10月13日〜）

木曜日
- 「円、しおりのラブ・ミー・テンダー」
  - 期間：2000年4月〜2000年9月
  - 出演：円広志、海原しおり、枝松順一（当時朝日放送アナウンサー）

- 「雀々、しおりの今日もぷかぷか」
  - 期間：2000年10月〜2002年3月
  - 出演：桂雀々、海原しおり、中村智子（当時朝日放送アナウンサー）

- 「雀々・タージンの木曜ねばーランド」
  - 期間：2002年4月〜2004年9月
  - 出演：桂雀々、タージン、三島ゆり子

- 「桑原征平粋も甘いも」
  - 期間：2004年10月〜2021年9月23日
  - 出演：桑原征平、永田まり

- 「ますだおかだ増田のラジオハンター!」
  - 期間：2021年9月30日〜現在放送中
  - 出演：増田英彦、武田和歌子（朝日放送テレビアナウンサー）

金曜日
- 「円、小枝のラブ・ミー・テンダー」
  - 期間：2000年4月〜2002年3月
  - 出演：円広志、桂小枝、牧野エミ

- 「なるみ・八方のごきげんさん!」
  - 期間：2002年4月〜2010年4月
  - 出演：なるみ、月亭八方、山下剛（朝日放送アナウンサー・2002年4月〜2006年3月）、高野純一（朝日放送アナウンサー・2006年4月〜2010年4月）

- 「兵動大樹のほわ〜っとエエ感じ。」
  - 期間：2010年4月〜現在放送中
  - 出演：兵動大樹、宇野ひろみ、小泉エリ（2010年4月〜2016年6月）、あやつるぽん（2016年7月〜2023年6月）

#### 備考
2014年3月31日（月曜日）の『こころ晴天』から2022年3月25日（金曜日）の『ほわ〜っとエエ感じ。』までは、朝日放送グループと契約している気象予報士が、全曜日を通じてエンディング間際の「ABC天気予報」にのみ出演。月 - 水曜日には清水とおるが『キャスト』（朝日放送テレビで平日の夕方に放送されていた関西ローカル向けの報道・情報番組）の本番前、木・金曜日には吉田裕一がスタジオに登場していた。2022年3月28日（月曜日）の『こころ晴天』からは、あらかじめ、気象予報士が放送時間前に作成した天気予報のアナウンス原稿を、曜日ごとの出演者から1名（主に朝日放送テレビのアナウンサー）が読む形式に変更された。

## 全曜日共通企画
- 思い出のヒットパレード（2011年4月4日から、月曜以外は2014年12月まで）
  - 進行役は、月曜が上田剛彦→北村真平、火 - 木曜が女性パートナー、金曜が小泉エリ。
  - テーマソングは、朝日放送ラジオの開局60周年を記念して作られた「ハッピーソング　ハッピーボイス」。
  - 構成
    - （月 - 木曜）リスナーからのリクエストを基に、人生を彩った1曲をメッセージとともに紹介する。
    - （金曜）「華やかな時代にタイムトリップクイズ」（略して「鼻クイズ」）　2014年秋より「小泉エリの妄想リクエスト」に替わって放送。小泉はリクエスト曲を流した後、その曲がヒットしていた時代にまつわるクイズを兵動・宇野に出題する。

  - 前のコーナーが本来のスケジュールより長びいた場合や、期間限定でコーナーを設けた場合には休止。『日本列島ほっと通信』を放送していた時期には、同番組の開始時間が遅れた場合にも休止することが多かった。なお、リクエストを採用されたリスナーには、「キュキュ」（朝日放送ラジオのキャラクター）のイラストが入ったエコバッグ（月曜）、パワフルアフタヌーン各番組のタイトルロゴが描かれた「横並びマフラータオル」（水 - 金曜）[注 2] を進呈する[注 3]。
- きかなきゃソング・ソング（2011年4月1日まで）
  - 以下は終了時の構成
    - （月曜）カバー曲を歌っている人を当てる。
    - （火曜）歌詞を朗読（順番はランダム）して曲名を当てる。
    - （水曜）「ねぇ?もっとちゃんと聴かせてよ」　CD早回し・遅回しで曲名を当てる。
    - （木曜）「新曲クイズ」　歌手名を解答。一番ヒントが多く、曜日の中でも応募数が多かった。
    - （金曜）「小泉エリの妄想リクエスト」　リクエスト曲にちなんだクイズを出題。その後、曲をリクエストしたリスナーからのメッセージを基に小泉が妄想に入る（開始時は「妄想スタート!」、終了時は「妄想終わり!」と小泉が合図する。妄想中は小泉の台詞にエコーがかかる）という内容に変更され、2014年秋まで放送された。

  - 正解者には、季節の野菜・果物がプレゼントされた（阪神百貨店から提供された）。
- 合言葉プレゼント（2010年4月3日の放送で一時休止、2011年4月4日から再開）
  - エンディングで実施するハガキ限定のプレゼントコーナーで、阪神百貨店が季節の野菜・果物がプレゼントに提供。合言葉には、当日の番組内容から印象深い言葉（または文章）が選ばれる。
  - 2010年4月3日に一旦休止するまでは、上沼（月・火曜）、やすよ（水曜）、柳田光司（木曜、構成作家）、八方（金曜）がキーワードを選んでいた。全曜日の放送枠を一斉に5分延長した2011年4月4日の放送から、プレゼントを再開している。
- 以上のコーナー以外でメッセージを紹介されたリスナーには、パワフルアフタヌーン共通のグッズとして、各番組のタイトルロゴが入った「横並びステッカー」を進呈している。当初は番組ごとにグッズを制作していたが、後にグッズを統一する方針へ移行。公開生放送や関連イベントでも、リスナー参加企画などでこの共通グッズを配布することがある。2015年夏からは番組ごとにグッズを制作する方針に戻した。

## イベント

### 新社屋完成記念イベント
朝日放送が2008年6月23日より大阪市福島区のほたるまちに本格移転した事を記念して、7月2日に『三代澤・桜井・やすとものスラスラ水曜日』が、3日には『桑原征平粋も甘いも』がそれぞれ新社屋完成記念公開放送を行なった（4月の14DAYSで募集し抽選で選ばれたリスナーがこの公開放送に招待された）。

### パワフルアフタヌーン女子の集い
2014年3月16日に万博記念公園で開催された「ABCラジオ スプリングフェスタ2014」にて、『こころ晴天』を除く3番組4曜日の女性パートナー（安井牧子、小川恵理子、永田まり、宇野ひろみと、司会の高野あさお）によるトークショーが行なわれた（オフエア）。

### 爆笑! おっさん 対 元ギャルのクイズ合戦!
2017年11月19日に万博記念公園で開催された「ABCラジオまつり2017」にて、『こころ晴天』を除く3番組出演者が解答者を務める「爆笑! おっさん 対 元ギャルのクイズ合戦!」が行なわれた（13:00 - 14:20に生放送）。おっさんチームは桑原征平（73歳…出演当時※以下同じ）、妹尾和夫（66歳）、兵動大樹（47歳）、元ギャルチームは永田（55歳）、宇野（51歳）、小川（48歳）という顔触れで、司会は『伊藤史隆のラジオノオト』火曜日の伊藤史隆（朝日放送アナウンサー）と小塚舞子。なお、同学年の永田との比較で解答者を外れる形となった安井は、出題ゲストとして出演した（他の出題ゲストは『武田和歌子のぴたっと。』水曜日の仲野博文、『伊藤史隆のラジオノオト』水曜日の笑福亭松喬など）。

### 粋甘ハンターほわ〜っとやないか!が大集合
2022年11月13日に万博記念公園で開催された「ABCラジオまつり2022」にて、『こころ晴天』を除く4番組出演者（『火曜日やないか!』からは同年10月より休養に入った澤田有也佳の代役を務める後輩アナウンサーの鷲尾千尋、『粋も甘いも』のパートナーは小寺右子が出演）によるトークショーが行なわれた（オフエア）。